# Димитриос Склавунос
Димитриос Склавунос (на гръцки: Δημήτριος Σκλαβούνος) е гръцки военен, деец на Гръцката въоръжена пропаганда в Македония от началото на XX век.

## Биография
Склавунос е роден в Арта и служи в Гръцката армия. Присъединява се към гръцката пропаганда и е подвойвода в Мариово. Взима участие в много сражения както с турци, така и с българи, като тези в Прекопана срещу българите в сътруничество с Павлос Нерандзис (капитан Пердикас) и Константинос Дограс и тази в Мурик в сътрудничество с Емануил Сотириадис (капитан Тромарас) и Илияс Кундурас (капитан Фармакис).
Загива в 1906 година при Лошница.